# Schlawer Kreisbahn T 1 und T 2
| Schlawer Kreisbahn T 1 und T 2 | Schlawer Kreisbahn T 1 und T 2 | Schlawer Kreisbahn T 1 und T 2                 | Schlawer Kreisbahn T 1 und T 2                        |
| ------------------------------ | ------------------------------ | ---------------------------------------------- | ----------------------------------------------------- |
| Stralsund-Tribsees Nr. 1031    |                                |                                                |                                                       |
| Nummerierung                   | Nummerierung                   | Schlawer Kreisbahn: T 1 DR: 135 512            | Schlawer Kreisbahn: T 2 DR: 135 520 ab 1970:186 014-7 |
| Hersteller                     | Hersteller                     | WUMAG Görlitz                                  | WUMAG Görlitz                                         |
| Baujahre                       | Baujahre                       | 1934                                           | 1935                                                  |
| Ausmusterung                   | Ausmusterung                   | 1970                                           | 1973                                                  |
| Anzahl                         | Anzahl                         | 2                                              | 2                                                     |
| Bauart                         | Bauart                         | A1 dm                                          | A1 dm                                                 |
| Gattung                        | Gattung                        | CvT                                            | CvT                                                   |
| Spurweite                      | Spurweite                      | 1.435 mm                                       | 1.435 mm                                              |
| Höchstgeschwindigkeit          | Höchstgeschwindigkeit          | 70 km/h                                        | 60 km/h                                               |
| Länge über Puffer              | Länge über Puffer              | 12.500 mm                                      | 12.500 mm                                             |
| Länge                          | Länge                          | 11.440 mm                                      | 11.440 mm                                             |
| Höhe                           | Höhe                           | 3.320 mm                                       | 3.320 mm                                              |
| Breite                         | Breite                         | 3.100 mm                                       | 3.100 mm                                              |
| FesterRadstand                 | FesterRadstand                 | 6.200 mm                                       | 6.200 mm                                              |
| Raddurchmesser                 | Raddurchmesser                 | 900 mm                                         | 900 mm                                                |
| Dienstmasse                    | Dienstmasse                    | 12.500 kg                                      | 12.300 kg                                             |
| Bremsen                        | Bremsen                        | Druckluftbremse Bauart Knorr                   | Druckluftbremse Bauart Knorr                          |
| Feststellbremse                | Feststellbremse                | Handbremse                                     | Handbremse                                            |
| InstallierteLeistung           | InstallierteLeistung           | urspr. 70 kW (95 PS) nach Umbau 79 kW (107 PS) | urspr. 70 kW (95 PS) nach Umbau 88 kW (120 PS)        |
| Motorentyp                     | Motorentyp                     | urspr. Daimler-Benz OM 67 nach Umbau Horch     | urspr. Daimler-Benz OM 67 nach Umbau Horch            |
| Motorbauart                    | Motorbauart                    | Sechszylinder-Viertakt-Dieselmotor             | Sechszylinder-Viertakt-Dieselmotor                    |
| Leistungsübertragung           | Leistungsübertragung           | mechanisch mit Mylius-Getriebe                 | mechanisch mit Mylius-Getriebe                        |
| Tankinhalt                     | Tankinhalt                     | 100 l                                          | 100 l                                                 |
| Sitzplätze                     | Sitzplätze                     | 50                                             | 44                                                    |
| Fußbodenhöhe                   | Fußbodenhöhe                   | 1.240 mm                                       | 1.240 mm                                              |
| Klassen                        | Klassen                        | 3.                                             | 3.                                                    |

Die Schlawer Kreisbahn T 1 und T 2 waren Triebwagen, die von der Waggon- und Maschinenbau Görlitz 1934 entwickelt worden und als eine Bauform mit einem Achsstand von 6,2 Metern zusammengefasst werden konnten. Von dieser Bauform ist noch ein dritter Triebwagen, der Görlitzer Kreisbahn Nr. 1031, dieser Triebwagen erschien allerdings von Anfang an mit Zug- und Stoßeinrichtung. Die beiden genannten Triebwagen wurden 1934 an die Schlawer Kreisbahn geliefert wurden.  Die Triebwagen wurden 1948 von der Deutschen Reichsbahn in die Reihe DR-Baureihe VT 135.5 eingereiht. Ein Fahrzeug der Reihe hat noch eine EDV-Nummerierung mit 186 014-7 erhalten. Die Fahrzeuge wurden bis 1973 ausgemustert und sind heute nicht mehr vorhanden. 

## Geschichte
Anlässlich der Umspurung der Schlawer Kreisbahn auf Normalspur tauchen diese beiden Fahrzeuge im Bestand der Bahngesellschaft auf. Beim Baujahr des zweiten Triebwagens gibt es unterschiedliche Daten in der Literatur: entweder 1935, oder wie T 1 1934. Es ist nicht eindeutig, wie die Umzeichnung von der Pommerschen Landesbahn vorgenommen wurde. Nur mit der DR-Bezeichnung lassen sich beide Fahrzeuge als VT 135 512 und VT 135 520 eindeutig weiterverfolgen.

### VT 135 512
Das Fahrzeug wird 1938 als eines von zwei Fahrzeugen der Schlawer Kreisbahn angeführt. Dort scheint dessen Einsatz nicht bis zur Stilllegung der Bahnstrecke gedauert zu haben, denn 1945 wird der Triebwagen mit der Kleinbahn Kreuz–Schloppe–Deutsch Krone als Standort in Verbindung gebracht. Als Rückführfahrzeug wurde der Triebwagen danach auf der Bahnlinie Kröslin-Wolgast eingesetzt. Dort war der Wagen mit einem extra rot-beige umgespritzten Beiwagen im Verbund unterwegs. Bis 1955 dauerte die Stationierung des Wagens beim Bahnhof Barth.
Weitere Stationierungen des Fahrzeuges waren 1960 und 1965 Prenzlau, danach war der Triebwagen im Bahnbetriebswerk Stralsund beheimatet, wo er 1967 abgestellt wurde. Die Ausmusterung folgte 1970.

### VT 135 520
Dieses Fahrzeug wurde 1938 im Bestand der Schlawer Kreisbahn geführt. Danach wird der Triebwagen mit der Bahnstrecke Stralsund–Tribsees in Verbindung gebracht.
Im Gegensatz zum VT 135 512 war dieser Triebwagen auf der Bahnstrecke Stralsund–Tribsees Stammfahrzeug. Das zeigen die weiteren Stationierungsdaten, wo von 1950 an ständig das Bahnbetriebswerk Stralsund angegeben wird. Dieser Triebwagen führte mit einigen Altbautriebwagen den planmäßigen Personenverkehr auf der Bahnstrecke Stralsund–Tribsees durch, bis sie durch Zuweisung der neuen Reihe VT 2.09 überflüssig wurden. 
Der Triebwagen erhielt die EDV-Bezeichnung 186 014-7. Ausgemustert wurde er 1973 und im selben Jahr im RAW Wittenberge verschrottet.

## Konstruktive Merkmale

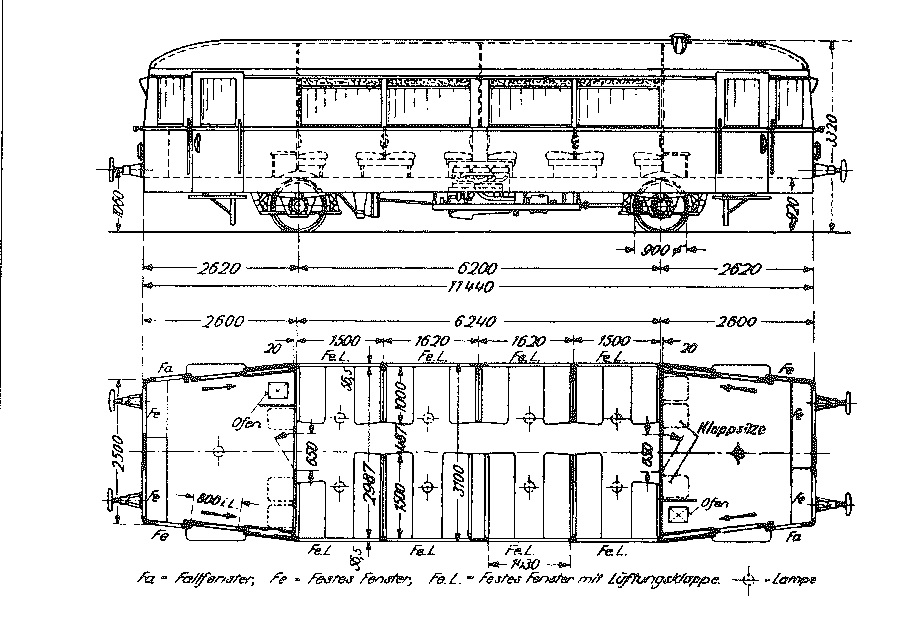
Maßskizze der Triebwagen der WUMAG mit 6,2 Metern Achsstand

Die Triebwagen gehörten zu einer Serie von Triebwagen für die Kleinbahnen in Deutschland, von denen die Waggon- und Maschinenbau Görlitz (WUMAG) in Görlitz 1933 die Konstruktion erstellt hatte.
Im Vergleich mit anderen Fahrzeugen von der WUMAG besteht große Ähnlichkeit mit dem Triebwagen Nr. 1031 der Görlitzer Kreisbahn. Gegenüber diesem hatte die Bauserie eine geringfügig verkleinerte Länge über Puffer. Der Radstand wurde bei dem Fahrzeug der Görlitzer Kreisbahn AG mit 6.120 mm angegeben, die Daten auf dem Foto des Archives aus dem Waggon- und Maschinenbau Görlitz ergeben aber 6.200 mm. Somit können alle drei Fahrzeuge als eine Typenreihe angesehen werden und unterscheiden sich lediglich durch die Verwendung anderer Puffer. Sie alle besaßen Schiebetüren als Einstiegstüren und einfache Klappfenster. Dieselbe Bauart zeigte schon 1934 ein Triebwagen der WUMAG ohne Zug- und Stoßeinrichtung.
Das Untergestell und das Kastengerippe waren in Leichtbauweise in der so genannten Spantenbauweise hergestellt. Sie waren außen mit 1,5 mm starkem Blech verkleidet, es bestanden aus elektrisch verschweißten Baustahlprofilen. Konstruiert waren die Fahrzeuge als Solofahrzeuge. Als Bremse besaßen sie eine einlösige Bremse der Bauart Knorr, die für einen Beiwagenbetrieb vorgesehen war. Gebremst wurden die Achsen nur einseitig. Gesandet wurde die Antriebsachse. Die Inneneinrichtung unterteilte sich in das Fahrgastabteil und die beiden Führerstände. Diese waren durch Trennwände und Drehtüren voneinander getrennt. Der Fußboden bestand aus Kiefernholz, das mit Linoleum belegt war. Über Klappen im Fußboden konnte die Maschinenanlage gewartet werden. Die Fahrzeuge besaßen gepolsterte Sitzplätze mit Armlehnen und in den Vorräumen keine Seitenfenster.
Das Laufwerk der Triebwagen bildeten Scheibenräder mit einem Raddurchmesser von 900 mm, die mit Gleitlagerung nach dem System Peyinghaus oder Rollenlagerung ausgeführt war. Abgefedert wurde der Wagenkasten von dem Laufwerk mit langen, weichen Blattfedern.  
Aus einem zeitgemäßen Werbeplakat war hinsichtlich der Motorisierung zu entnehmen, dass freie Wahl unter den auf dem Markt angebotenen Marken bestand. Es wurden lediglich die Einbaumaße berücksichtigt, um den Motor nach Möglichkeit unter dem Wagenfußboden oder einer Sitzbank zu platzieren. Noch vor der Übernahme durch die Deutsche Reichsbahn muss die Antriebsanlage getauscht worden sein, denn dort wurde das Fahrzeug mit einem Antriebsmotor von Horch angegeben. Die Kraftübertragung erfolgte über das Mylius-Getriebe und ein Achswendegetriebe, das mit einer Drehmomentenstütze versehen war. Motor und Schaltgetriebe waren in einem separaten Rahmen gelagert, der am Hauptrahmen des Fahrzeuges federnd aufgehängt war. Beheizt war das Fahrzeug über eine Warmwasserheizung, die als Koksheizung ausgeführt und so ausgelegt war, dass das Innere des Wagens bei −20 °C Außentemperatur auf +20 °C beheizt werden konnte. Die Heizung konnte für die Vorwärmung des Motorkühlwassers auf eine Temperatur von 70 °C verwendet werden.